# Titularbistum Sinnuara
Sinnuara ist ein Titularbistum der römisch-katholischen Kirche.
Es geht zurück auf einen untergegangenen Bischofssitz in der gleichnamigen antiken Stadt, die in der römischen Provinz Africa proconsularis (heute nördliches Tunesien) lag. Der Bischofssitz war der Kirchenprovinz Karthago zugeordnet.
| Titularbischöfe von Sinnuara |                                 | |                   |                  |
| Nr.                          | Name                            | Amt | von               | bis              |
| 1                            | Julio Xavier Labayen OCD        | Prälat von Infanta (Philippinen)                                                                                               | 26. April 1966    | 18. Februar 1978 |
| 2                            | Peter Kurongku                  | Weihbischof in Honiara (Salomonen)                                                                                             | 15. November 1978 | 3. Oktober 1981  |
| 3                            | Patras Yusaf                    | Weihbischof in Multan (Pakistan)                                                                                               | 19. Dezember 1981 | 20. Oktober 1984 |
| 4                            | Felipe González González OFMCap | Apostolischer Vikar von Tucupita (Venezuela) (bis 26. Mai 2014) Apostolischer Vikar von Caroní (Venezuela) (seit 26. Mai 2014) | 25. November 1985 |                  |